# Reprezentacja Wietnamu Południowego w piłce nożnej mężczyzn
Reprezentacja Wietnamu Południowego w piłce nożnej – piłkarska reprezentacja nieistniejącego już Wietnamu Południowego występująca w latach 1949–1975.

## Udział wMistrzostwach Świata
- 1950–1970 – Nie brał udziału
- 1974 – Nie zakwalifikował się

## Udział wPucharze Azji
- 1956 – IV miejsce
- 1960 – IV miejsce
- 1964–1968 – Nie zakwalifikował się
- 1972 – Wycofał się z kwalifikacji
- 1976 – Nie zakwalifikował się